# Ореховка (Крым)
Оре́ховка (до 1962 года Приве́тное, до 1948 года Ма́лые Келечи́; укр. Оріхівка, крымскотат. Küçük Keleçi, Кучюк Келечи) — село в Кировском районе Крыма, входит в состав Яркополенского сельского поселения (Яркополенского сельсовета).

## Население
| 2001 | 2014 |
| ---- | ---- |
| 382  | ↘318 |

Всеукраинская перепись 2001 года показала следующее распределение по носителям языка
| Язык             | Процент |
| ---------------- | ------- |
| крымскотатарский | 45.29   |
| русский          | 43.72   |
| украинский       | 9.69    |
| другие           | 0.52    |

### Динамика численности
- 1926 год — 44 чел.[10]
- 1989 год — 69 чел.[11]
- 2001 год — 318 чел.[12]
- 2009 год — 354 чел.[13]
- 2014 год — 318 чел.[14]

## Современное состояние
На 2017 год в Ореховке числится 7 улиц; на 2009 год, по данным сельсовета, село занимало площадь 140,9 гектара на которой, в 138 дворах, проживало 354 человека. В селе действуют сельский клуб постройки 1967 года, фельдшерско-акушерский пункт, мечеть Келечи Джума Джами

## География
Ореховка — село на северо-западе района, в степном Крыму, у границы с Советским районом, на безымянном правом притоке реки Мокрый Индол (сейчас — коллектор Северо-Крымского канала), высота центра села над уровнем моря — 24 м. Ближайшие населённые пункты: Новофёдоровка в 4 км на северо-восток, Софиевка в 1,5 км на северо-восток и Ильичёво Советского района в 1,5 км на юго-запад. Райцентр Кировское — примерно в 11 километрах (по шоссе), ближайшая железнодорожная станция — Новофёдоровка (на линии Джанкой — Феодосия) в 6 километрах. Транспортное сообщение осуществляется по региональным автодорогам 35Н-584 Шахтино — Кировское и 35Н-193 Новофёдоровка — Ореховка (по украинской классификации — С-0-11427 и С-0-10504).

## История
Впервые в доступных источниках селение встречается в Списке населённых пунктов Крымской АССР по Всесоюзной переписи 17 декабря 1926 года, согласно которому в селе Келечи Малые, Ак-Кобекского сельсовета Феодосийского района, числилось 10 дворов, из них 9 крестьянских, население составляло 44 человека, из них 26 русских, 15 болгар, 2 армянина и 1 украинец. Постановлением ВЦИК «О реорганизации сети районов Крымской АССР» от 30 октября 1930 года из Феодосийского района был выделен (воссоздан) Старо-Крымский район (по другим сведениям 15 сентября 1931 года) и село включили в его состав, а, с образованием в 1935 году Кировского — в состав нового района. В книге «Крымскотатарская энциклопедия» приводятся данные по всесоюзной переписи населения 1939 года, согласно которым в селе проживало 963 человека, что не согласуется с другими статистическими данными.

Во время Великой Отечественной войны при освобождении Крыма, 13 апреля 1944 года вели бои за Малые Келечи бойцы Приморской армии. 14 погибших бойцов были похоронены в братской могиле на 

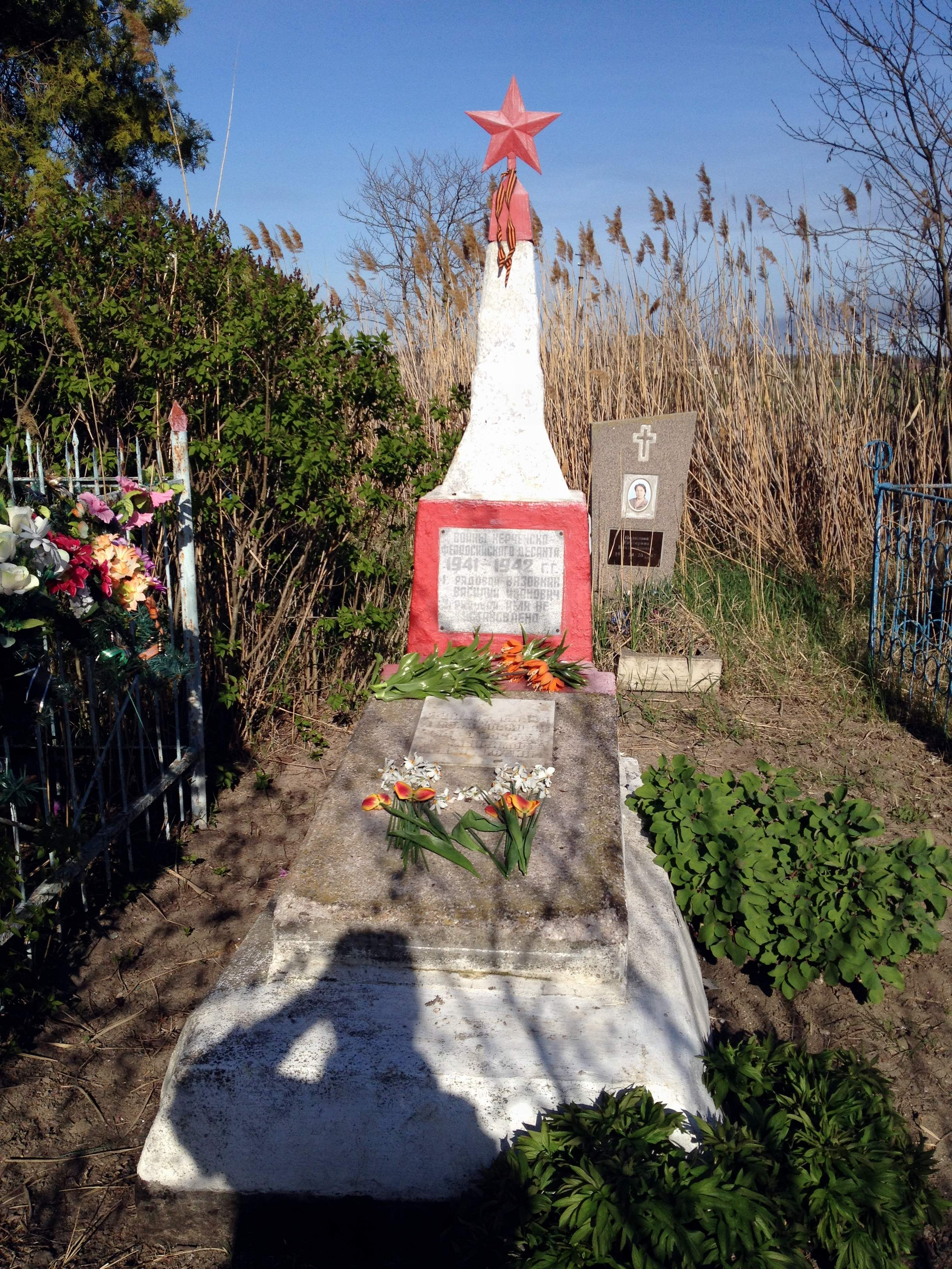
Братская могила советских воинов.

 сельском кладбище, на которой в том же, 1944 году, был установлен памятник. В этой же могиле похоронены 2 участника Керченско-Феодосийской десантной операции, павшие в 1942 году — рядовой Василий Иванович Вязовкин и неизвестный боец, постановлением Совета министров Республики Крым № 627 от 20 декабря 2016 года отнесённый к категории объектов культурно-исторического наследия России.
После освобождени Крыма от фашистов в апреле 1944 года, 12 августа того же года было принято постановление № ГОКО-6372с «О переселении колхозников в районы Крыма» и в сентябре того же года в село приехали первые переселенцы, 428 семей, из Тамбовской области, а в начале 1950-х годов последовала вторая волна переселенцев. С 1954 года местами наиболее массового набора населения стали различные области Украины. С 25 июня 1946 года Малые Келечи в составе Крымской области РСФСР. Указом Президиума Верховного Совета РСФСР от 18 мая 1948 года, Малые Келечи переименовали в Приветное. 26 апреля 1954 года Крымская область была передана из состава РСФСР в состав УССР. Время включения в Токаревский сельсовет пока не установлено: на 15 июня 1960 года ещё Приветное числилось в его составе. Указом Президиума Верховного Совета УССР «Об укрупнении сельских районов Крымской области», от 30 декабря 1962 года Кировский район был упразднён и село присоединили к Нижнегорскому. Видимо, тогда же, во избежание дублирования с другим селом Приветное, Приветное переименовали Ореховку (согласно справочнику «Крымская область. Административно-территориальное деление на 1 января 1968 года» — в период с 1954 по 1968 годы). 1 января 1965 года, указом Президиума ВС УССР «О внесении изменений в административное районирование УССР — по Крымской области», вновь включили в состав Кировского. По данным переписи 1989 года в селе проживало 254 человека. В период с 1 июня 1977 года (на эту дату село ещё числилось в составе Токаревского совета) и 1985 годом (в перечнях административно-территориальных изменений после этой даты не упоминается) Ореховка переподчинена Яркополенскому сельсовету. С 12 февраля 1991 года село в восстановленной Крымской АССР, 26 февраля 1992 года переименованной в Автономную Республику Крым. С 21 марта 2014 года в составе Крыма аннексирована Россией.

## Известные уроженцы
Циблиев, Василий Васильевич — космонавт, генерал-лейтенант, Герой Российской Федерации.